# Lincoln and the War Within
Lincoln and the War Within es un telefilme estadounidense de drama de 1992, dirigido por Calvin Skaggs, escrito por Frédéric Hunter y Thomas Babe, musicalizado por David Spear, en la fotografía estuvo Michael Spiller y los protagonistas son Tom Aldredge, Dylan Baker y Tony Carlin, entre otros. Este largometraje fue producido por Lumiere Productions, Public Broadcasting Service (PBS) y WGBY; se estrenó el 1 de diciembre de 1992.

## Sinopsis
Las primeras semanas de la presidencia de Abraham Lincoln fueron decisivas para marcar el rumbo que tomaría Estados Unidos. Tuvo que eliminar la brecha entre el Norte triunfante y el Sur disgustado, y William H. Seward, su Secretario de Estado, tuvo un rol muy importante.